# Messapština
Messapština (také mesapština) je jazyk, který mluvili Japygové, konkrétně Messapiové a také Dauniové a Peucetiové na jihovýchodě Itálie okolo Apulie v 6.–1. stol. př. n. l., k zániku jazyka došlo po podmanění mluvčích Římem. Jazyk je znám jen z necelých 300 nápisů speciálním písmem. Uvažuje se o zařazení mezi illyrské jazyky, protože se illyrštině mluvené na území Balkánu sousedící s messapštinou přes Jaderské moře podobá v některých vlastních jménech rozluštěných v messapských nápisech.